# Viktor Preiss
Viktor Preiss (ur. 13 marca 1947 w Pradze) – czeski aktor.

## Życiorys
W 1969 roku ukończył studia na Wydziale Teatralnym Akademii Sztuk Scenicznych w Pradze. Występuje w licznych produkcjach filmowych i telewizyjnych.
W 2023 roku został odznaczony Medalem Za Zasługi I stopnia.

## Wybrana filmografia
- 1977: Szpital na peryferiach
- 1984: Z diabłami nie ma żartów
- 2001: Ciemnoniebieski świat
- 2004: In nomine Patris
- 2007: Nemocnice na kraji města - nové osudy
- 2012: Stara miłość nie rdzewieje
- 2019: Uczeń zegarmistrza